# Heterotaxisyndromet
Heterotaxisyndrom, eller situs ambiguus, innebär annorlunda placering och/eller annorlunda asymmetri hos organen i bålen, och omfattar alla variationer mellan ytterligheterna situs inversus och normal placering och asymmetri av organen. 
Hos en person med syndromet kan organen i bålen vara organiserade som om kroppen hade två vänstersidor eller två högersidor. Exempelvis kan magsäcken, som normalt återfinns på vänster sida i kroppen, vara placerad på höger sida. Mjälten som också normalt sett sitter på vänster sida av kroppen kan antingen saknas (aspleni) eller bestå av flera små mjältar (polyspleni). Organens inre asymmetri, med en högersida och en vänstersida, kan också vara förändrad. Vanligt är till exempel att hjärtat har två vänsterförmak eller två högerförmak. 
Hjärtfel är vanligt och varierar från lindriga till allvarliga. Det är även mycket vanligt att tarmarna har ett felaktigt läge (malrotation) i buken.